# Дисгустија
Дисгустија, позната и као парагустија, је изобличење чула укуса. Дисгустија је такође често повезана са агустијом, што је потпуни недостатак укуса, и хипогустијом, што је смањење осетљивости укуса. Промена укуса или мириса може бити секундарни процес у различитим болесним стањима, или може бити примарни симптом, а дијагноза је обично компликована јер је чуло укуса повезано са другим сензорним системима. Уобичајени узроци дисгустије су хемотерапија, лечење астме албутеролом и недостатак цинка. Болести јетре, хипотиреоза и ретко одређене врсте напада могу такође довести до дисгустије. Различити лекови такође могу бити одговорни за промену укуса и резултирати дисгустијом. Због различитих узрока, постоји много могућих третмана који су ефикасни у ублажавању или престанку симптома. Ово укључује вештачку пљувачку, пилокарпин, суплементе цинка, промене у терапији лековима и алфа липоичну киселину.

## Знаци и симптоми
Промене у чулу укуса, обично металног укуса, а понекад и промене у чулу мириса су једини симптоми.

## Узроци

### Хемотерапија
Главни узрок дисгустије је хемотерапија. Хемотерапија често изазива оштећења усне шупљине, што доводи до оралног мукозитиса, оралне инфекције и дисфункције пљувачних жлезда. Орални мукозитис се састоји од упале уста, заједно са ранама и чиревима у ткивима. Здрави појединци обично имају разнолик низ микробних организама који живе у усној шупљини; међутим, хемотерапија може довести до тога да ови типично непатогени агенси изазову озбиљну инфекцију, што може узроковати смањење лучења пљувачке. Осим тога, пацијенти који се подвргавају радиотерапији такође губе ткива пљувачке. Пљувачка је важна компонента чула укуса. Пљувачка међусобно делује и штити рецепторе укуса у устима. Примери хемотерапијских третмана који могу довести до дисгеузије су циклофосфамид, цисплатин, висмодегиб  и етопозид.

### Недостатак цинка
Још један примарни узрок дисгустије је недостатак цинка. Иако је тачна улога цинка у дисгустији непозната, наведено је да је цинк делимично одговоран зав чуло укуса. Цинк на неки начин директно или индиректно ступа у интеракцију са карбонхидразом, утичући на концентрацију густина, који је повезан са стварањем укуса. Такође је забележено да пацијенти лечени цинком доживљавају повећање концентрације калцијума у пљувачки. Да би правилно функционисали, укуси се ослањају на рецепторе калцијума. Цинк “је важан кофактор за алкалну фосфатазу, најзаступљенији ензим у мембранама укуса; такође је компонента паротидног протеина пљувачке важног за развој и одржавање нормалних укуса. " 

### Лекови
Такође постоји велики број различитих лекова који могу изазвати дисгустију, укључујући зопиклон, антихистаминик, попут азеластина и емедастина.

### Трудноћа
Промене у нивоу хормона током трудноће, попут естрогена, могу утицати на чуло укуса. Студија је показала да је 93 одсто трудница пријавило неку промену укуса током трудноће.